# Арумуни в Північній Македонії
Арумуни (мак. власи — «влахи») — один з п'яти автохтонних етносів Північної Македонії, визнані конституцією 1993 року. Кількість арумунів — приблизно 10 тисяч, що складає менше одного відсотка населення країни. Найбільші спільноти зосереджені в районі міст Крушево, Битола, Штип та у столиці Скоп'є. Північна Македонія є єдиною з балканських країн, де мовні й культурні інтереси арумунів захищені на державному рівні. Мова й культура арумунів втрачається через їхню асиміляцію.
23 травня — національний день арумунів у Північній Македонії.

## Історія

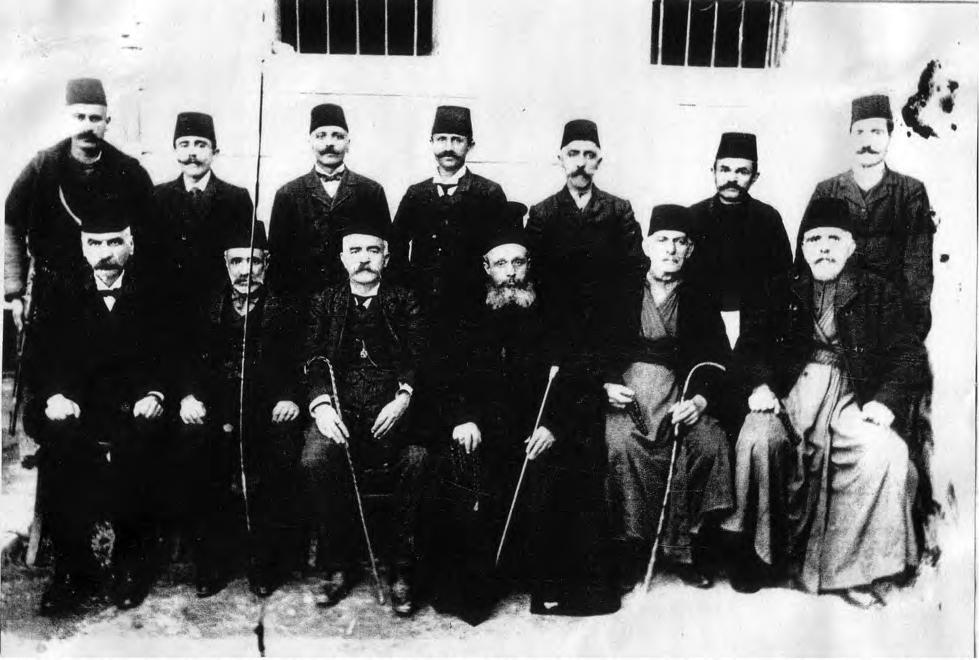
Чоловіки арумуни в Крушево, 1908 рік

Походження арумунів достеменно невідоме. За різними версіями це місцеві ілірійські, грецькі, дакські чи фракійські племена, які сприйняли римську культуру, змішалися з римськими військовими поселенцями та розвинули на базі латини власну арумунську мову (з підгрупи східнороманських мов).
Арумуни були розсіяні по різних вілаєтах Османської імперії після руйнації їхнього головного торгового центру в албанському Воскополе в другій половині XVIII століття. Частина арумунів переселилася на територію теперішньої Північної Македонії, де й до того були арумунські громади. Македонська Битола стала одним із головних центрів арумунського національного відродження наприкінці XIX століття. У місті працювали арумунські гімназії для хлопців і дівчат.

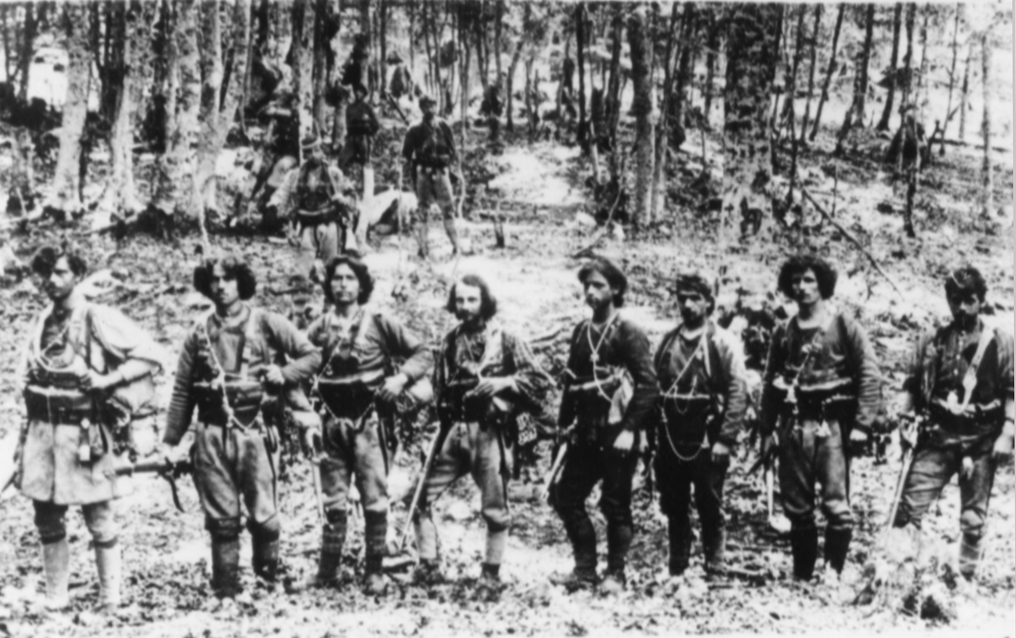
Арумунська чота ВМОРО, 1906—1908 роки

Попри культурне відродження, арумуни на території Північної Македонії не висували політичних гасел та задач, а концентрувалися на мовних і освітніх питаннях. Активісти арумунського походження замість створювати власну державу підтримували політичні організації македонців, болгар, греків чи сербів, а деякі орієнтувалися на Румунію. Так, чимало арумунів були в складі Внутрішньої македонсько-одринської революційної організації (ВМОРО). У багатьох селах відкривалися «румунські» школи, які часто підтримувала фінансово Румунія, уряд якої вважав арумунів частиною румунського етносу. Інші арумуни активно жертвували гроші на грецькі школи та храми, часто пишалися, що є греками. Еллінізовані арумуни перебували в конфлікті з прорумунськими, доходило до відкритих зіткнень та нападів.
У XX столітті під час змін влади арумуни намагалися асимілюватися й стати непомітними для режиму, змінюючи прізвища шляхом додавання до них відповідних суфіксів. Так за сербської адміністрації вони набували суфіксів «-ович», за болгарської — «-ов», з македонської — «-евський».

## Чисельність
На початку XX століття у 5 селах поблизу Битоли (Ніжеполе, Трново, Маловіште, Магарево, Гопеш) мешкало понад 10 тисяч арумунів. Наприкінці століття їх було заледве 1 тисяча. Причинами зменшення населення були переїзд до великих міст через нестачу роботи в селах, еміграція через війни початку XX століття, асиміляція. Після Першої світової війни чимало еллінізованих арумунів перебралися до Греції.
Під час підготовки Версальського мирного договору 1919 року було визначено кількість арумунів у регіоні навколо Битоли в 83145 осіб, хоча це число включало й нинішню територію Греції. У період між Першою і Другою світовими війнами за деякими даними в Битолі та навколо неї мешкали приблизно 4 тисячі арумунів, 3 тисячі в Скоп'є, 1,5 тисяч у Крушево.
За переписом населення Югославії 1948 року в Соціалістичній Республіці Македонія мешкало 9811 арумунів, 0,8 % від усього населення. Під час переписів 1953, 1961 і 1971 років арумунів не записували окремо. У 1981 році в СР Македонія було зареєстровано 6384 арумуни, 0,3 % від усього населення. У 1991 році їх було нараховано 7764 осіб.
За переписом населення 1994 року в тодішній Республіці Македонія було зареєстровано 8647 арумунів. Утім чимало людей арумунського походження тоді записалися македонцями. За оцінками американського дослідника Тоні Вінніфріта, кількість арумунів може бути занижена лише незначно, оскільки активних носіїв арумунської мови значно менше за 10 тисяч.
За переписом населення 2002 року в Македонії було зареєстровано 9695 арумунів, що склало менш як 0,5 % населення. Натомість активісти арумунських організацій і партій вважають, що арумунів принаймні у 10 разів більше — 85–90 тисяч.

## Розселення

Розселення арумунів у Північній Македонії за даними перепису 2002 року

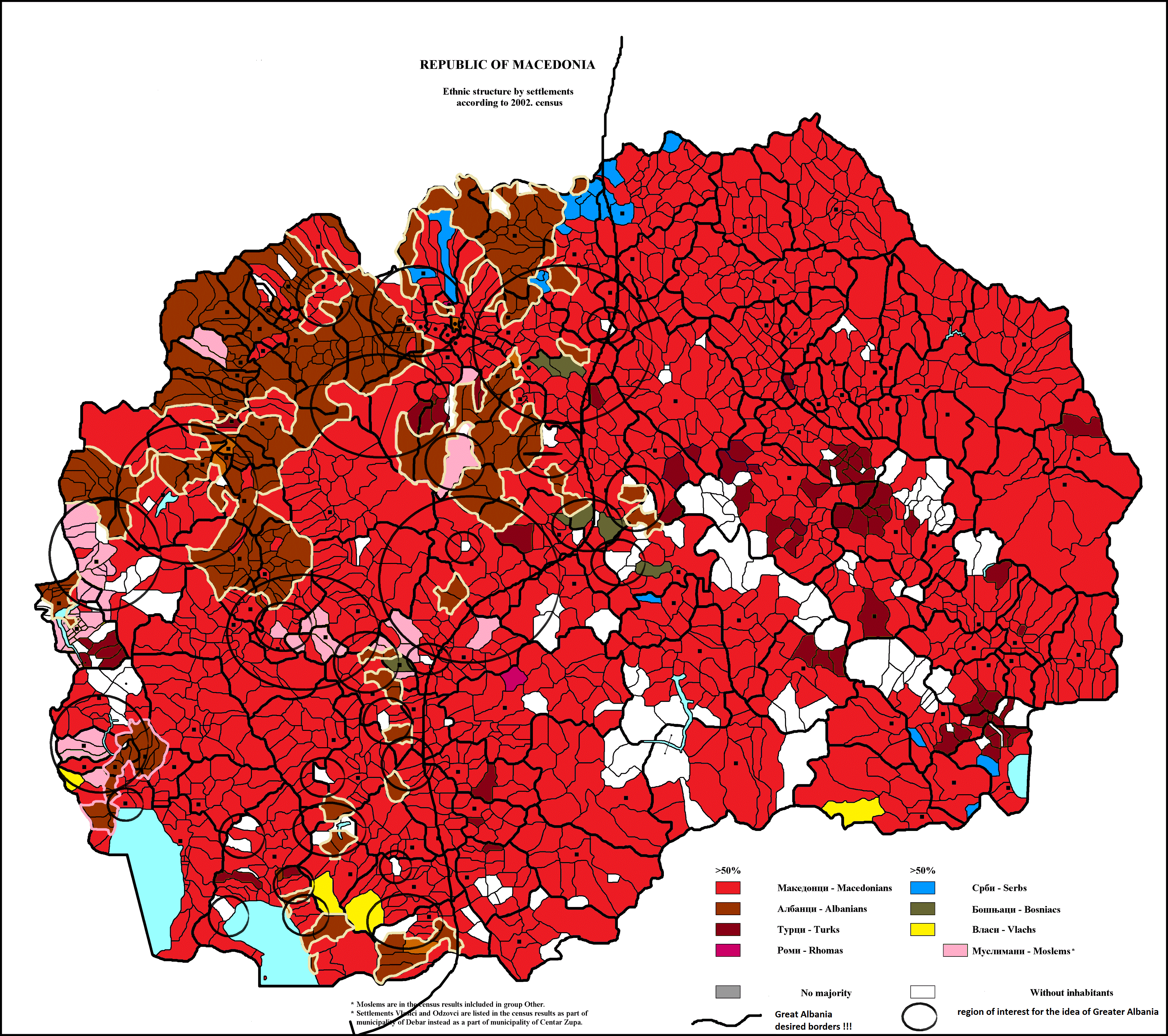
Муніципалітети, де арумунське населення складає понад 50 % виділені жовтим (за переписом населення 2002 року)

У XIX — на початку XX століття арумуни переважно мешкали в містах Крушево, Битола та селах поблизу гірського масиву Пелістер: Ніжеполе, Трново, Маловіште, Магарево, Гопеш. На початку XX століття окрім регіону Битоли невеликі арумунські колонії існували в Охриді, Ресені, а також у двох селах на північ від Охридського озера — Горна Беліца та Долна Беліца. Невеликі спільноти арумунів утворилися в більших містах — Скоп'є, Кичево, Велес. Значна частина їх вже тоді асимілювалися з місцевими греками чи слов'янами. Асимільовані були й невеликі арумунські громади в містечках Кавадарці та Неготино.
За переписом населення 2002 року найбільше арумунів мешкало в Скоп'є — 2557, в общинах Штип (2074), Битола (1270), Крушево (1020), Струга (656).

## Політична роль
Влахи — македонський етнонім арумунів — названі одним з 6 державоутворювальних етносів у Конституції Республіки Македонія 1993 року. У незалежній Республіці Македонія арумунів розглядали як інструмент, який надасть можливість закріпити давність формування нової македонської нації, а також дозволить чітко відрізнити македонців від інших слов'ян, насамперед болгар. Зокрема політики почали шукати у своїх родоводах пращурів арумунського походження. Важливим елементом національної ідеї македонців є Ілінденське повстання проти Османської імперії 1903 року, яке відбулося в тодішньому переважно арумунському місті Крушево. Значна частина лідерів і учасників повстання були арумунами за походженням.
Визнання арумунського етносу в Північній Македонії на державному рівні виражається в можливості навчання дітей арумунською мовою за бажання батьків, наявності преси та телевізійних передач арумунською мовою, які підіймають питання соціального розвитку арумунської спільноти. 2 представники арумунської громади входять до складу Македонської парламентської ради з міжнаціональних відносин. Також є й певні сумніви в якості подібних телепередач, а станом на 2013 рік у Республіці Македонія не було жодної школи з арумунською мовою викладання.
Правами арумунів демонстративно цікавиться Румунія, яка вважає їх румунським субетносом «македоно-румунів». Румунські політики неодноразово пов'язували підтримку уряду Північної Македонії з захистом мовних і культурних прав арумунів. Також до арумунського питання втручається сусідня Греція, яка наполягає, що всі православні меншини на території Північної Македонії є етнічними греками (на своїй території грецький уряд не визнає арумунів окремим етносом).
У 1990-х роках арумуни не мали власних політичних партій. Некомпактне розміщення арумунів по території Північної Македонії не дозволяло їм отримати більшість у жодному регіоні країни. У 2000-ні роки були створені 2 арумунські партії — Демократичний союз арумунів, що входив до соціал-демократичної коаліції, та Партія арумунів Македонії, яка підтримувала праву коаліцію на чолі з ВМРО-ДПМНЄ.

## Мова та ідентичність

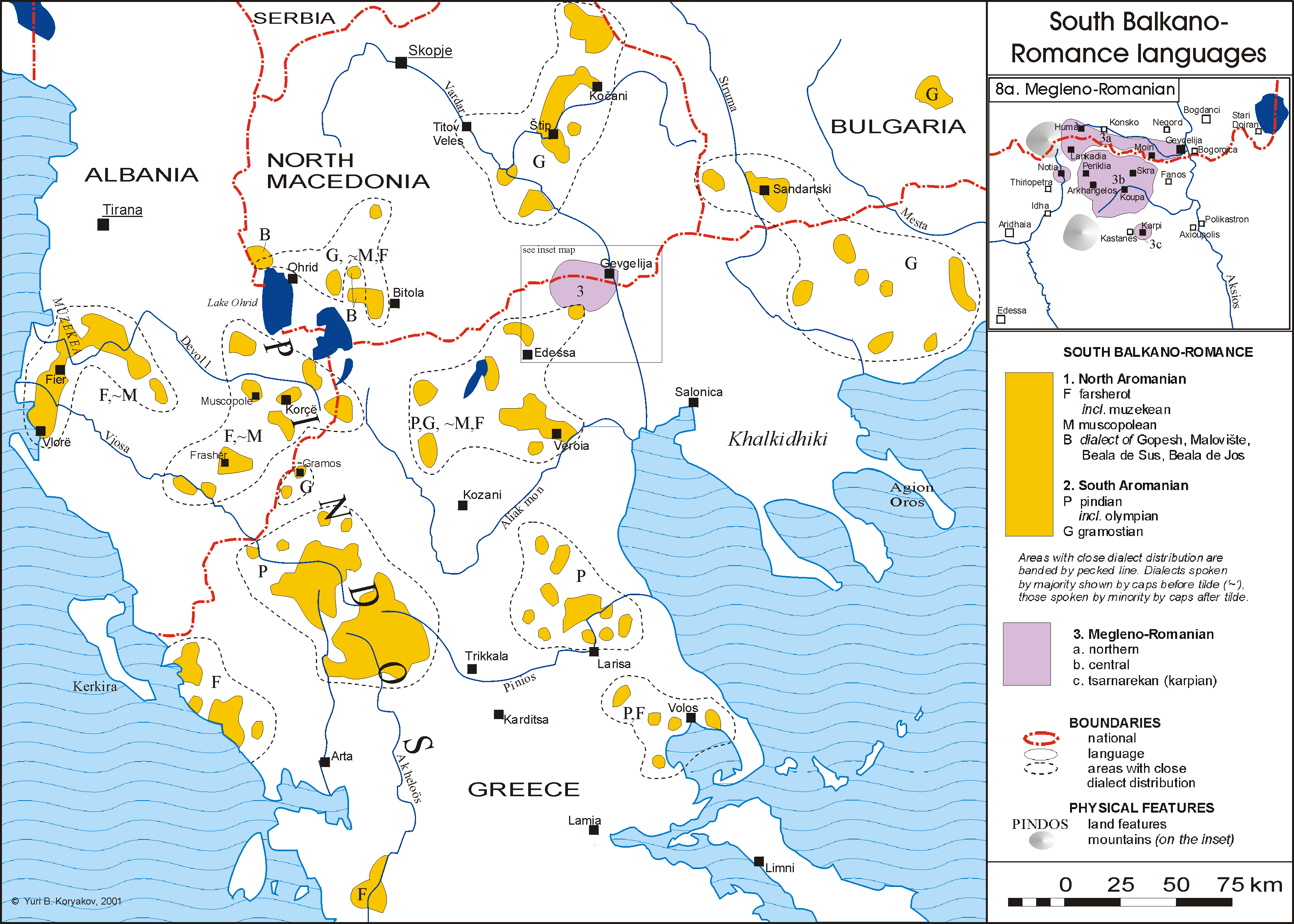
Арумунські діалекти в Північній Македонії

Практично всі арумуни в Північній Македонії є білінгвами, що спілкуються переважно македонською мовою, а не арумунською. Арумунською користуються в побуті рідко, часто вона є далекою від літературного стандарту. Деякі арумуни зберігають паралельно з арумунською сербську чи «югославську» ідентичність і спілкуються при цьому сербською мовою.
Окрім періодики видаються книжки арумунською мовою. В арумунському перекладі вийшли Біблія, Іліада, Одисея, а також твори македонських письменників, зокрема Костянтина Міладінова, Грігора Прлічева, Кочо Рацина тощо.
Не існує однозначної думки щодо поділу арумунської мови на діалекти. У арумунів Північної Македонії виділяють москопольські, фаршеротські, грамостянські говірки, а також говірку сіл Гопеш та Маловіште. Грамостянські говірки поширені переважно в східному регіоні навколо міста Штип, натомість усі інші використовуються на південному заході країни.
Історично арумуни Північної Македонії мали слов'янську назву «влахи», «куцовлахи» або «цинцари». Останній етнонім походить від чорного одягу, який носили селяни-арумуни. Натомість арумуни міст, залучені в торгівлі й ремеслах, використовували назву «арумуни» чи «аромани», а під дією румунської пропаганди на межі XIX і XX століть почали називати себе «румунами». У деяких спільнотах міські арумуни називають себе саме «цинцарами», а мешканців села — «влахами».
Арумуни належать до східної православної церкви. У 1990-ті роки арумунська громада в Охриді намагалася отримати єпархію, що було обіцяно їй ще за підсумками Балканських війн 1912—1913 років, під керівництвом Бухарестського патріархату, щоб відвідувати службу рідною мовою.

## Культура і побут

### Побут
Основними заняттями арумунів на території Північної Македонії були скотарство, торгівля та ремесла. Міські арумуни часто були купцями чи ремісниками, причому часто засвоювали та поширювали нові технології, як-то брати Манакі, які вперше зайнялися фотографією, а надалі й фільмуванням на території Північної Македонії і Балкан загалом.

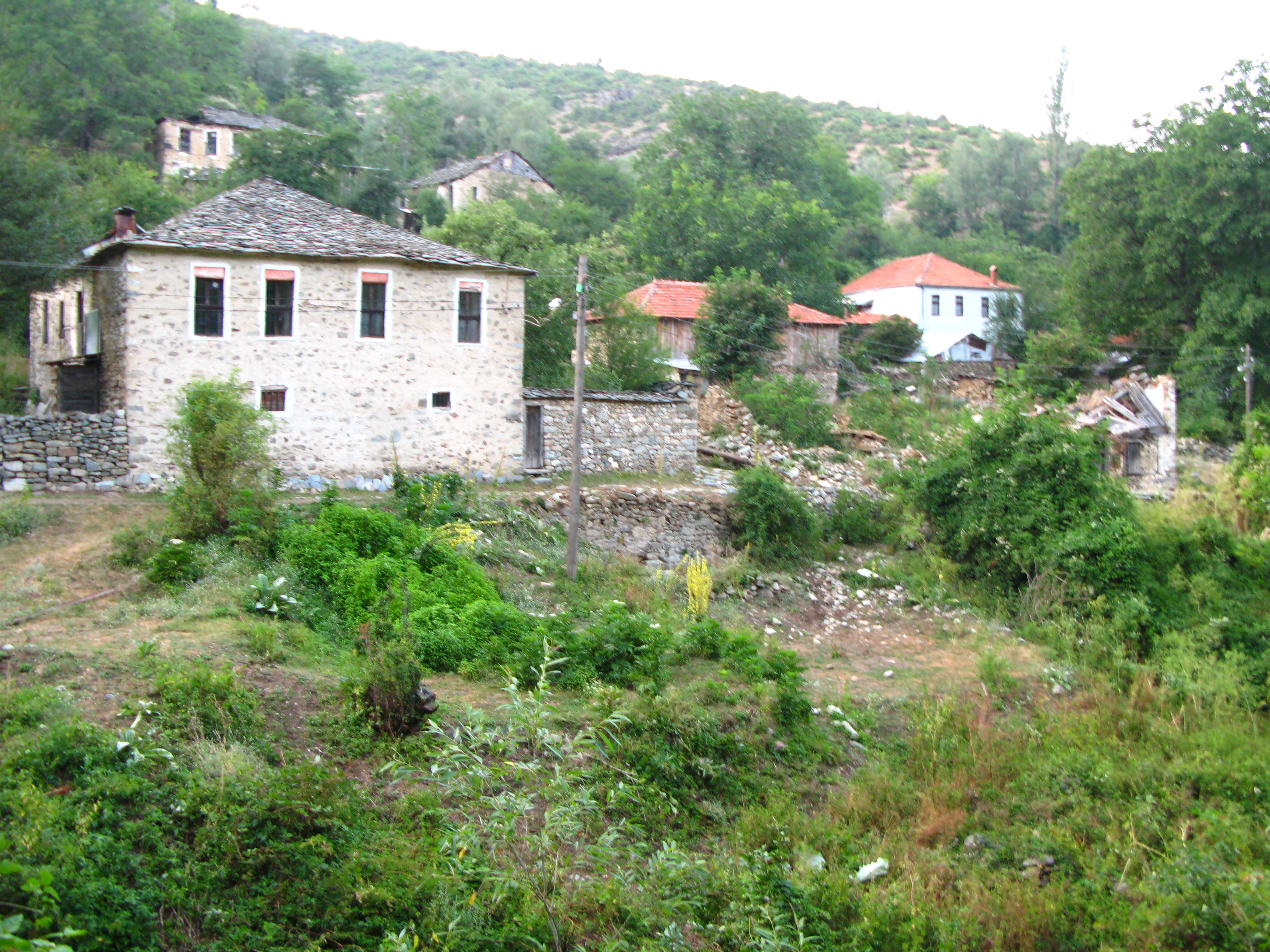
Сучасна забудова села Маловіште

Сільське арумунське населення після переселення на територію сучасної Північної Македонії наприкінці XIX століття продовжувало вести переважно спосіб життя скотарів, переганяючи великі стада худоби з літніх гірських пасовиськ на зимові долинні. У 1948 році югославський закон заборонив селянам володіти великими стадами овець, коней чи іншої худоби. Це призвело до того, що більшість кочових сільських арумунів були вимушені перейти до осілого способу життя.
Арумуни відрізнялися від навколишніх македонців своїм традиційним одягом. Скотарі переважно носили вовняний одяг власного виробництва. З 1950-х років з переходом арумунів до землеробства мистецтво створення такого одягу почало втрачатися. За характеристиками традиційного одягу розрізняються фаршеріоти, карагуни, саракачани й меглени.
Македонцями арумуни сіл традиційно сприймалися як скотарі та пастухи. Про сприйняття македонцями «влахів» міст свідчать їх описи як хитрих і підприємливих торговців на межі XIX—XX століть і як представників апарату управління на початку XXI століття (за словами Діни Кувати, «у Македонії 8 тисяч влахів, з них 10 тисяч директорів»).

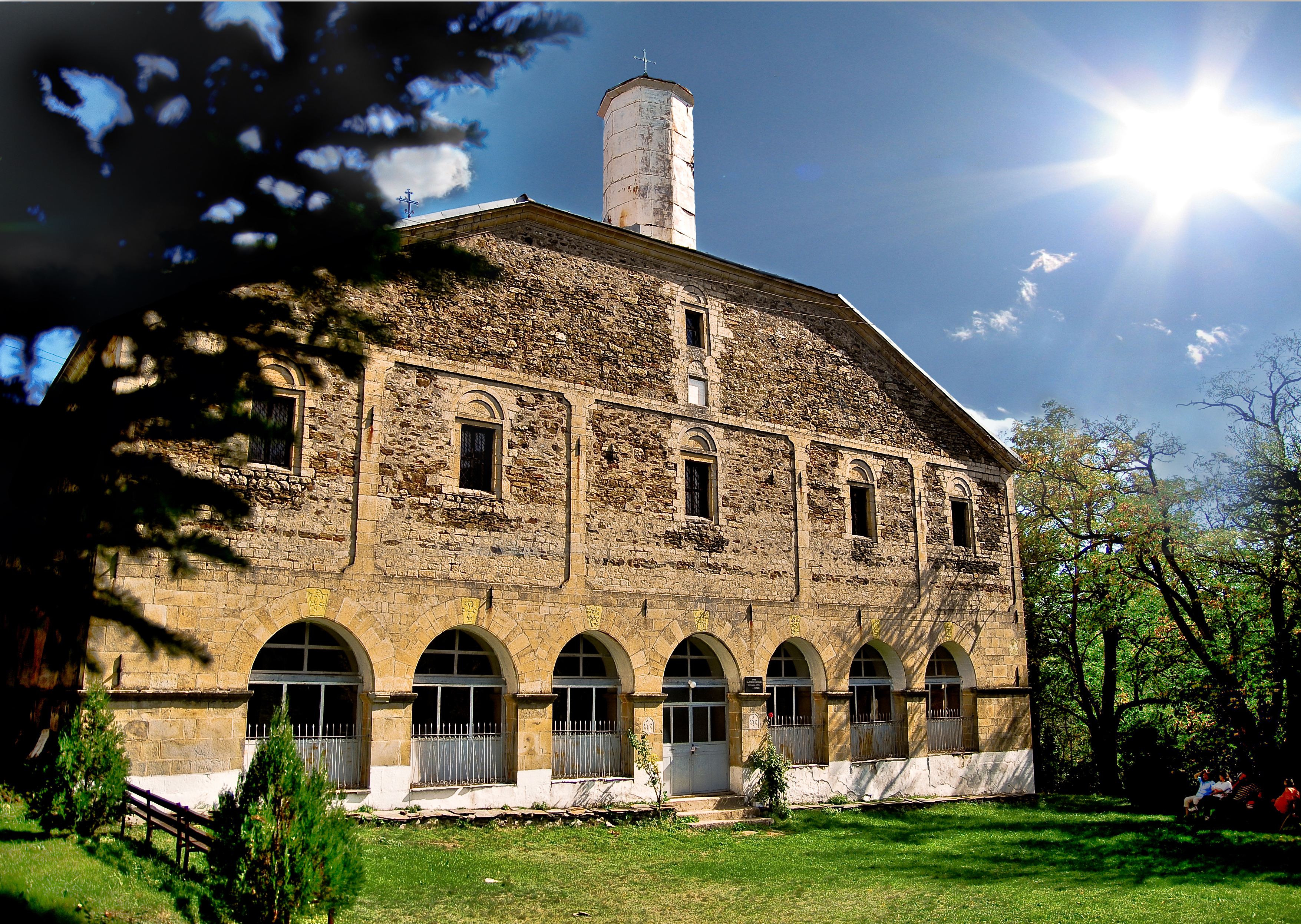
Арумунська церква в селі Гопеш

Арумуни традиційно будували щільно забудовані поселення, з невеликих кам'яних будівель. Подібні традиційні будинки збереглися в селі Маловіште, хоча частина цінних будинків знаходяться в поганому стані. Також збереглися арумунські церкви Преображення Господня в залишеному селі Гопеш та церква святого Петра в селі Маловіште.

### Спілки
У країні наявні понад 20 спілок арумунів, що опікуються національною культурою та соціальними проблемами меншини. Серед них дві великі асоціації: «Ліга арумунів Македонії» та «Культурна унія арумунів Македонії» (арум. Unia ti cultura-a Armãnjlor dit Machidunii). Окрім них існують культурні союзи «Піту Гулі» та «Брати Манакі» в Скоп'є, «Москополе» в Крушево та «Санта Ѕурѕу» у Штипі. Культурна унія арумунів Македонії заснована 1997 року, її тривалий час очолює арумунський письменник і перекладач Діна Кувата (мак. Димо Димчев).
Діна Кувата нарікає, що багато арумунів ставляться байдуже до збереження власної культури та не підтримують діяльність культурних організацій.

### Медіа
Першою арумунською газетою в незалежній Македонії була газета «Phoenix», заснована 1992 року, яка невдовзі збанкрутувала, але була відновлена. Також у 1990-х існувала щотижнева 30-хвилинна телепередача арумунською. На Радіо Скоп'є транслювалася подібна арумунська щоденна програма. Місцеві радіостанції в багатьох регіонах також транслювали щотижневі передачі.
З 1994 року канал Македонського телебачення MRT 2 транслює передачі арумунською мовою нарівні з мовами інших етнічних меншин.

### Національний день
23 травня щорічно відзначається національний день арумунів. Його святкують на честь указу османського султана 1905 року, що дарував арумунами статус окремої спільноти. Подія сталася під тиском Румунії, Австро-Угорщини та Німеччини, а Грецією була сприйнята як дипломатична поразка. Тому еллінізовані арумуни Битоли та Крушева на початку XX століття не відзначали цей день. Натомість на початку XXI століття в Північній Македонії день святкується на державному рівні, очільники країни вітають арумунську громаду. Представники уряду Румунії з 2002 року вітають у цей день арумунів Північної Македонії, Албанії і Болгарії, але не Греції.
Також 12 липня в селі Поніква на схилах гір Осоговська Планина святкується День арумунського гірського фольклору.

## Мегленорумуни
У Північній Македонії «влахами» також називають окремий народ мегленорумунів, які споріднені з арумунами, але використовують окрему мегленорумунську мову. Мегленорумуни історично мешкали в Гевгелії та трьох гірських селах навколо неї, які на початок XXI століття майже повністю спустіли. У мегленорумунів нема окремого статусу в державі, а їхня мова потроху зникає, оскільки більшість її носіїв частіше спілкуються македонською.

## Відомі македонці арумунського походження
- Піту Гулі[en] (1865—1903) — один з лідерів Ілінденського повстання
- Янакі та Мілтон Манакі — піонери кінематографу на Балканах, працювали в Битолі
- Лазар Колішевський — комуністичний діяч і фактичний лідер соціалістичної Македонії упродовж 1950-х — 1980-х років; арумун по матері
- Такі Фіті (нар. 1950) — міністр економіки Республіки Македонія в 1996—1998
- Каліопі (нар. 1966) — македонська співачка
- Тоше Проескі (1981—2007) — македонський співак